# 巴伯硬币
巴伯硬币是美國鑄幣局首席雕刻师查尔斯·爱德华·巴伯设计的硬币，包含十美分、25美分硬币和半美元三种面额，1892至1916年间生产，不过半美元1916年没有投产。
美国大部分面额银币自19世纪30年代起就采用坐姿自由女神图案，变更设计的呼声到80年代末已甚嚣尘上。1891年，铸币局长爱德华·里奇取得国会授权批准新设计方案后下令开展竞赛，为银币选拔新图案。只有冠军才有现金奖励，获邀美术家不愿参与，公众递交的方案也都行不通。里奇指示巴伯为十美分、25美分和半美元硬币提供新设计并提出修改建议，首席雕刻师从善如流，本杰明·哈里森总统1891年11月批准后，新币次年一月投产。
公众和美术界对新币看法不一，但法律规定硬币图案至少要沿用25年才能无需国会批准重新设计。1915年，铸币局官员开始计划在满25年后于1916年再度更换设计。为满足市场需求，老设计的十美分和25美分硬币1916年继续生产，但年底前墨丘利十美分、站姿自由女神25美分和行走自由女神半美元均已投产。巴伯硬币大部分年份版本都很常见，但1894年旧金山铸币局版仅出产24枚，属极罕见币种。

## 背景

### 查尔斯·爱德华·巴伯
查尔斯·爱德华·巴伯1840年生于伦敦，祖父约翰（John Barber）19世纪50年代初带家人移民美国。约翰和儿子威廉（William Barber）都是雕刻师，查尔斯也不例外。巴伯家族抵达美国后先住在波士顿，后因威廉要到戈勒姆制造公司上班迁至普罗维登斯。威廉·巴伯的工作能力引起美国铸币局首席雕刻师詹姆斯·巴顿·朗埃克注意，威廉1865年获聘担任助理雕刻师，并在1869年朗埃克去世后继任首席雕刻师，查尔斯当上助理雕刻师。
威廉·巴伯在新泽西州大西洋城游泳时患上疾病，于1879年8月3日辞世，儿子查尔斯和同样来自英国的铸币局雕刻师乔治·摩根（George T. Morgan）均申请继任首席雕刻师。1879年12月初，财政部长约翰·舍曼、铸币局局长霍雷肖·布尔查德（Horatio Burchard）和费城铸币局总监罗登·斯诺登（A. Loudon Snowden）经会晤决定推荐任命巴伯，拉瑟福德·伯查德·海斯总统1880年2月提名后获参议院确认。巴伯持续任职到1917年谢世，任内共经历九位总统，摩根随后继任。
巴伯担任首席雕刻师早期铸币局就曾考虑变更硬币设计。斯诺登觉得有必要把还在生产的贱金属硬币（一、三、五美分）采用相同设计，毕竟大部分银币和部分金币都有各自统一的设计图案。他要求巴伯制作实验用图案币，但最后获许修改的只有5美分硬币设计；巴伯的设计人称自由女神头像镍币，1883年投产。新币背面是罗马数字“V”（“五”），与三美分采用的“III”（“三”）看齐。不法分子发现镍币与五美元面额的半鹰金币尺寸相差无几，利用他人的粗心把五美分当五美元使用。铸币局在公众的嘲笑声中暂停镍币生产，直到巴伯匆忙在他设计的硬币背面加上“美分”（cents）字样。

### 变更硬币设计的呼声
19世纪下半叶绝大部分美国银币采用坐姿自由女神图案，是铸币局雕刻师克里斯蒂安·戈布雷希特（Christian Gobrecht）根据画家托马斯·萨利（Thomas Sully）的素描设计，19世纪30年代末开始用在美国硬币上。这种设计颇具英格兰风味，但随着艺术品味不断变化在美国渐失民心。1876年，《银河系》（The Galaxy）杂志发文批评当时的银币图案：
 为什么所有文明国家里就数我们的钱最难看？设计不佳、平淡无奇、毫无品味和特点，刻到硬币上又模糊不清，看起来就像代币或一般的奖牌。图案太没美术素养，太不起眼。青年女子不知坐在什么鬼东西上边儿，穿的也不知是啥玩意儿，目光无法让人产生任何联想，左手拿着看起来像扫帚的东西，上面那是不是羊毛睡帽——她干嘛呢？

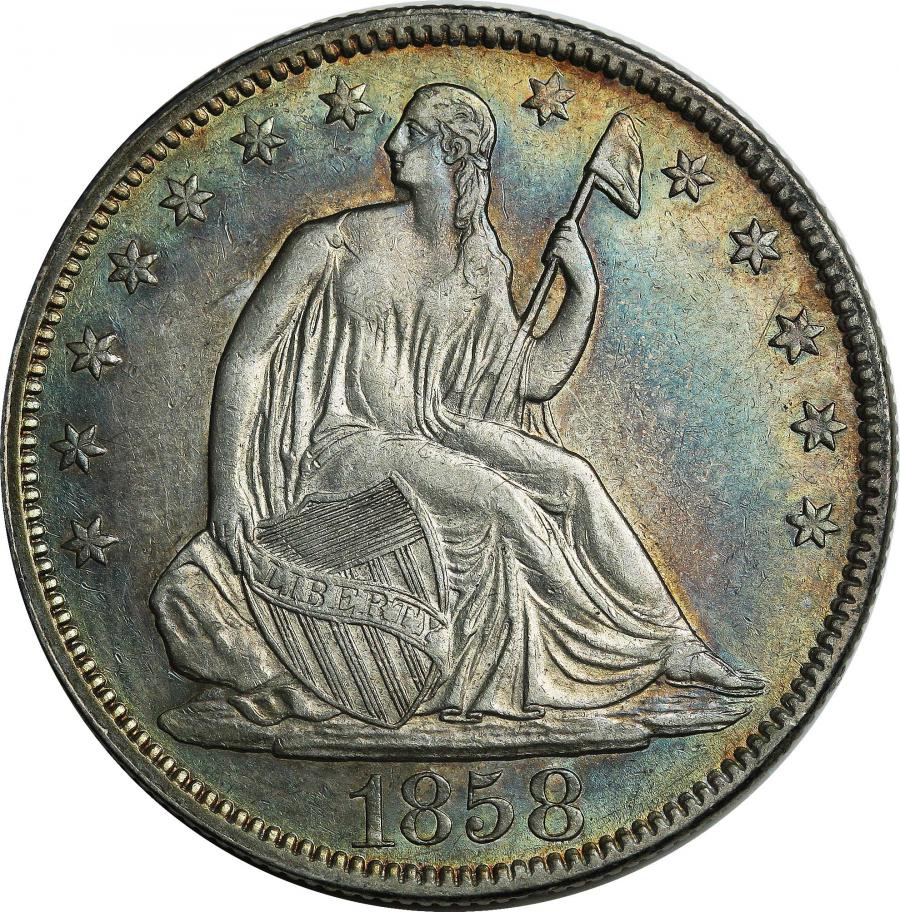
1858年版坐姿自由女神半美元

公众对新发行的摩根银元不满，促使铸币局雕刻师在1879年递交小面额银币设计方案。《世纪画报月刊》（The Century Illustrated Monthly Magazine）主编理查德·沃森·吉尔德（Richard Watson Gilder）呼吁重新设计硬币，他在19世纪80年代初与杂志社记者陪同雕塑家奥古斯都·圣高登斯（Augustus Saint-Gaudens）拜访铸币局局长布尔查德，提议变更设计。他们还带上古典希腊和罗马时期硬币充当论据，告诉局长把硬币做得更美观一点儿也不难。但布尔查德居然觉得饱受非议的摩根银元不比他们所呈任何范例难看，吉尔德一行只能失望而归。
1885年，詹姆斯·金博尔（James Kimball）接替布尔查德的局长位置。新局长倾向接受吉尔德的意见，在1887年宣布为非金币举办设计竞赛。但佛蒙特州联邦参议员賈斯汀·摩利爾质疑铸币局哪来的权力变更设计，金博尔的计划搁浅。铸币局曾在1878年根据《1873年铸币法案》推出摩根银元，1883年又推出自由女神头像镍币。摩利尔支持变更硬币设计，过去曾推动授权法案通过，但他认为必须由国会法案主导。金博尔向政府律师咨询后得知铸币局的确没有参议员质问的权力。接下来摩利尔提出并推动法案，金博尔在年度报告中呼吁国会授权，吉尔德利用宣传推波助澜。国会一度忙于其他事物，直到1890年9月26日本杰明·哈里森总统才签署法案，授权所有面额的美国硬币获财政部长同意后都能马上重新设计。每种图案沿用25年后便无需国会授权变更设计，如1892年投产的硬币就能在1916年重新设计。

## 构想

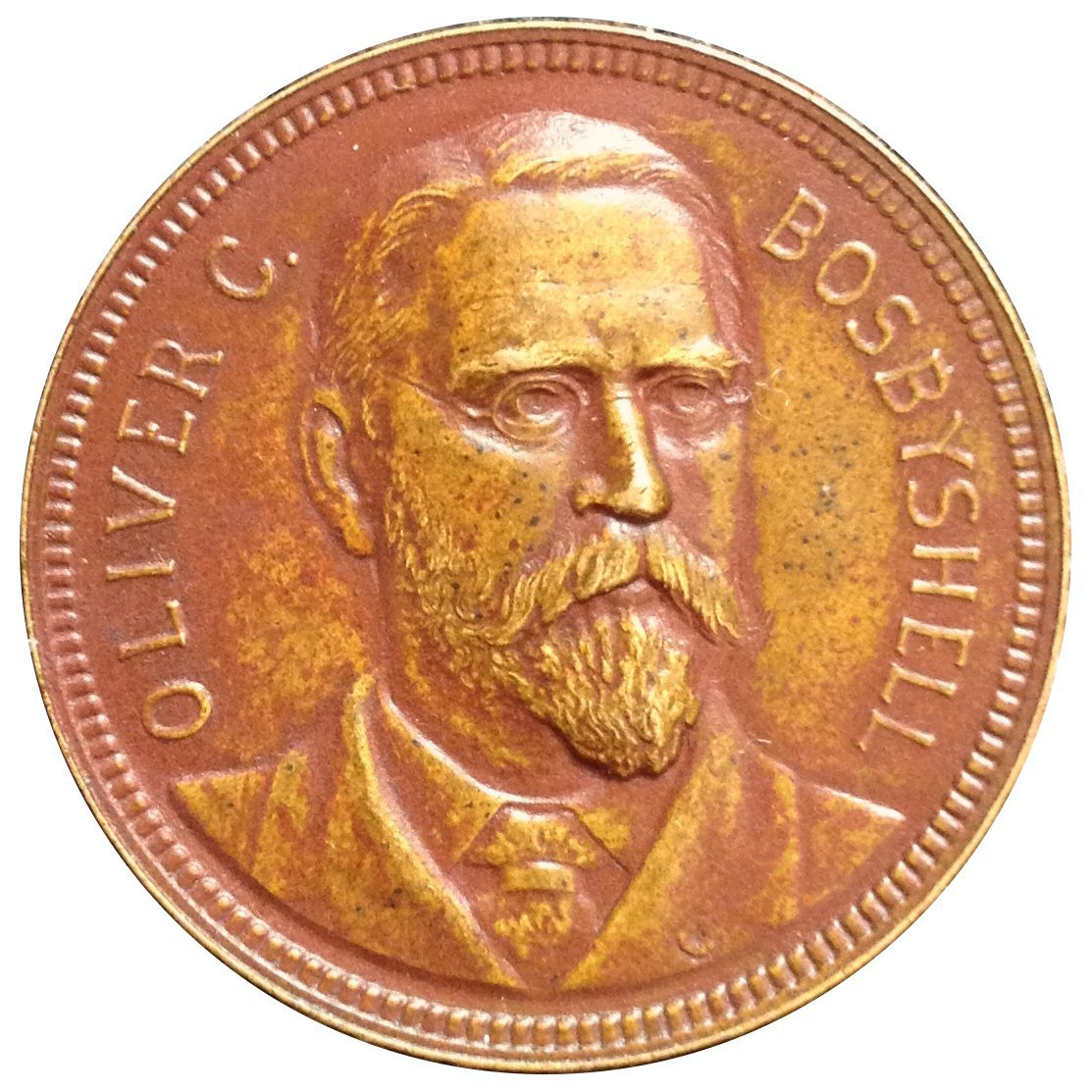
助理雕刻师乔治·摩根制作的费城铸币局总监奥利弗·波斯比谢尔奖章

巴伯在1890年总统签署法案三天前致信费城铸币局总监奥利弗·波斯比谢尔，为硬币设计比赛提出规则建议。巴伯建议参赛者需递交模型而非图纸，硬币浮雕最好浅一些。方案应展示成币外观，所以要包含铭文和面额。波斯比谢尔的回信表示铸币局忙于其他事物，1891年春季前无暇考虑设计竞赛。
1890年10月16日，38岁的铸币局新局长爱德华·里奇（Edward O. Leech）上任，他已在铸币局工作多年，非常支持变更硬币设计。考虑到外界美术家可能参加比赛，他采纳巴伯向波斯比谢尔提出的建议。大部分可能获邀的美术家住在纽约，纽约化验办事处主任安德鲁·梅森（Andrew Mason）受命制订邀请名单，他推荐的第一个名字就是圣高登斯。1891年4月3日，梅森把建议名单发给里奇，局长次日宣布面向公众举办设计竞赛，同时特邀梅森建议的十人参加。除圣高登斯外，另外九人包括丹尼尔·切斯特·法兰奇（Daniel Chester French）、赫伯特·亚当斯（Herbert Adams）和凯尼恩·考克斯。巴伯曾告诉局长，如果只有冠军才有奖金，知名艺术家可能不会参赛，但里奇还是决定只向冠军提供五百美元奖金。他要求一美元硬币两面都重新设计，计划保留半美元、25美分和十美元的背面，只变更正面图案。法律规定半美元和25美分硬币必须刻上老鹰，十美分相反。
大部分获邀美术家在纽约会晤并以联名信回复，他们愿意参赛，但无法接受铸币局所提条件。信中提议向递交方案的获邀美术家支付费用补偿开支，所有方案由美术界同仁组成评审团审议，铸币局承诺用入选方案取代坐姿自由女神图案。他们还要求每种硬币两面需采用同一人的设计，同时延长比赛限时，让他们有更加充足的时间构想方案。里奇没法动用更多资金来满足上述要求，除梅森建议的十人外，他还向全国各地发出成千上万的邀请信，并收到不少设计方案。里奇指派圣高登斯、巴伯和1890年美国化验委员会委员、波士顿印章雕刻师亨利·米切尔（Henry Mitchell）组建评审团，但所有方案都很快就被1891年6月召开的评审会议否决。
里奇在公布结果的记者招待会上表示：
美国硬币应该不可能再通过竞赛选拔设计方案。刚刚结束的这场实在惨不忍睹……如此结果对于这个艺术蓬勃发展的国家来说可谓难堪，三百份方案仅两份值得一提。
据巴伯多年后回忆：“递交的方案很多，但委员会中负责决定是否通过的圣高登斯全否决了”。钱币史学家罗杰·伯迪特（Roger Burdette）指出，巴伯和圣高登斯的美术素养截然不同：
 两人对美术的理解可能差别极大，以至根本听不进彼此的意见……来自英格兰的巴伯是贸易学徒出身，掌握的雕刻与金属模沉降工艺都同机床制造等其他金属工艺关系密切，祖上两代都是雕刻师。圣高登斯是训练有素的古典雕塑家，先是纽约的切工学徒，后移居巴黎和罗马接受大量培训，完善个人技艺。巴伯的作品大多是圆形，尺寸偏小，不到八厘米的勋章就已经算大尺寸雕塑。圣高登斯的雕塑尺寸通常与现实持平甚至更大，不习惯那么小的勋章……1891年竞赛令两人沦为宿敌并持续终生。

## 准备
里奇对竞赛结果非常失望，于1891年6月11日指示巴伯为半美元、25美分和十美分准备设计方案，产量很大的摩根银元暂不修改。里奇建议新币正面采用与同时期法国硬币类似的自由女神，背面无需修改。里奇曾向巴伯建议，如果硬币设计必须在铸币局完成，首席雕刻师可以根据实际需要寻求外界协助，巴伯表示不知道有谁能在硬币设计上帮忙。里奇又征求圣高登斯的意见，后者声称全世界只有四人能提供高品质硬币设计方案，除他以外另外三人都在法国。
1891年7月，里奇宣布硬币由巴伯设计，自称已指示首席雕刻师准备方案呈交财政部长查尔斯·福斯特批准。吉尔德刊发在《纽约论坛报》的信对铸币局计划自行设计表示失望，声称铸币局其实就是生产硬币的工厂，没有能力保障硬币设计美感。吉尔德在推动硬币重新设计的过程中颇具影响，里奇感觉有必要亲自回复，他在八月上旬告知吉尔德：“能满足如您般美术评论家要求的硬币设计或许颇具美感，但往往不符合实际铸币需要”。局长对首席雕刻师的设计提出调整建议，同时向吉尔德保证巴伯准备的方案已获米切尔认可。
巴伯首先设计半美元，但没有按局长建议采用类似法国硬币的设计，而是站姿哥伦比亚和顶部是伞状帽的自由之竿，身后还有展开翅膀的老鹰。背面是橡木花环围绕根据美国国徽设计的纹章式老鹰，外侧再由铭文包围。遭里奇否决后，巴伯经过修改在九月中旬递交自由女神头像正面设计，与最终通过的方案非常相似。里奇征求友人和福斯特部长意见后在9月28日致信首席雕刻师，称自由女神的嘴唇“过于妖娆”，要求他准备不带花环的背面设计。巴伯从善如流并制出背面设计的图案币，但在10月2日写给波斯比谢尔的信中表示，持续不断的修改要求非常浪费时间。里奇得知后告知首席雕刻师，新设计一旦确定就要沿用至少25年，所以只要能改善设计，他不在乎到底需要花费多少时间和精力。巴伯的回信送到费城铸币局时波斯比谢尔不在，代总监马克·科布（Mark Cobb）10月6日把信转交时里奇，首席雕刻师表示“绝对无意报怨有人过分挑衅，更无意质疑法律赋予您通过硬币新设计方案的特权”。巴伯的信以大量篇幅从技术角度解释各种设计元素，请局长在有想法时提出进一步建议，但钱币学家对信的整体语气尚存争议。里奇没有再回信，他到美国植物园截取一段橄榄枝并发给首席雕刻师，解决设计图案上橄榄枝是否准确的问题。
设计方案以13颗星代表建国时的13个州，里奇决定正面采用六角星，背面五角星。巴伯准备三套设计，每种的老鹰头上都有云彩，里奇于10月31日批准其中一种并下令制作铸币金属模，但后来又觉得不该有云彩，要求巴伯再准备两份方案。11月6日，哈里森总统与内阁成员选中没有云彩的图案，里奇次日下令准备金属模，巴伯为25美分和十美分按比例缩小设计。内阁批准设计后又要求铸币局把正面的（“自由”）和背面的（“合众为一”）字样加粗，不希望文字因流通磨损太快，巴伯遵命调整后，事实依然证明这些文字还是很快就磨损到无法辨别。根据法律规定，十美分背面不能有老鹰图案，巴伯将坐姿自由女神十美分背面微调后沿用，以树叶组成花环围绕面值（“一角”）。
十美分和25美分图案币的铸造时间已不可考，估计是在1891年11月中旬。已确定的十美分和25美分图案币至少有一种，现存的半美元图案币至少五种。巴伯硬币的图案币没有流入私人收藏家之手，全部纳入国家钱币收藏。同年12月11日，波斯比谢尔建议花更多时间测试金属模，把新设计推迟到来年一月中旬投产，但里奇没有接受。1892年1月2日上午九点，首批巴伯硬币在费城铸币局生产，当天结束前三种面值均已投产。

## 设计

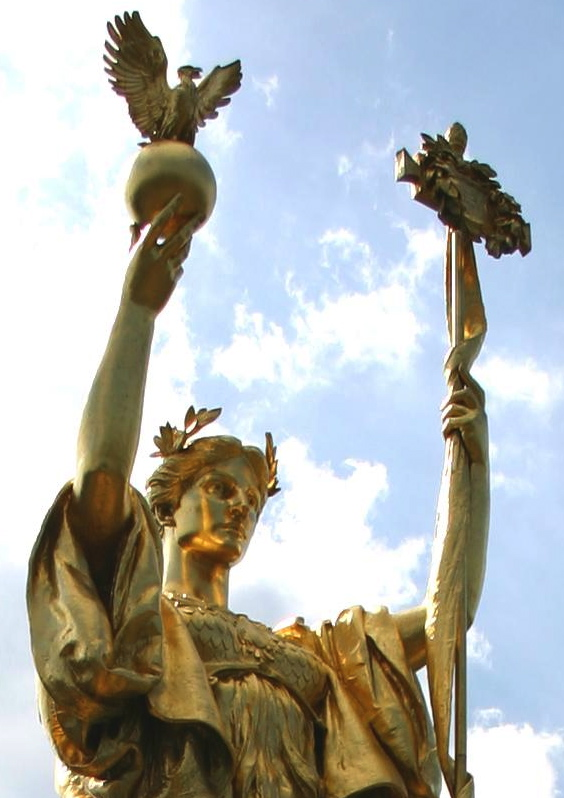
丹尼尔·切斯特·法兰奇的《共和国雕像》上部

巴伯硬币三种面额正面都是面朝右侧的自由女神头像，头戴伞状帽和橄榄枝制成的头冠，以及刻有（“自由”）字样的头带。半美元和25美分的格言（“我们信仰上帝”）位于头部上方，边缘有13颗六角星和年份围绕。十美分正面没有六角星和格言，头像周围是国名（“美利坚合众国”）和年份。半美元和25美分背面是根据美国国徽设计的纹章式老鹰，喙里叼的丝带上有铭文（“合众为一”），左爪是13支箭，右爪是橄榄枝。老鹰上方是13颗五角星，图案周围由国名和面值（“半美元”）或（“四分之一美元”）环绕。十美分背面中间是面值（“一角”），外侧由玉米、小麦、枫叶和橡叶组成的花环围绕。巴伯的姓氏缩写位于自由女神颈部切口处，十美分的铸币标记位于背面花环下方，半美元和25美分的铸币标记在背面老鹰下方。
巴伯设计的自由女神头像属古典风格，采用罗马风格呈现。头像以19世纪末的法国“丰收女神”银币为基础，同时又与摩根银元相似。钱币学家沃尔特·布林（Walter Breen）的美国硬币专著指出：“巴伯这人肯定懒到没边儿。1860年投产的（十美分）背面除略有简化外他也什么都不改。正面仿佛镜子里的摩根银元头像，把安娜·威勒斯·威廉姆斯小姐的长发剪短，别的元素都被大到不成比例的帽子遮挡。”布林在介绍巴伯25美分硬币时称，图案“整体带有日耳曼式的迟钝、杂乱和拥挤（特别是背面），除低浮雕的技术优势外没有显著优点”。伯迪特批评巴伯的设计“平庸模仿当前法国风格，比取代的坐姿自由女神好不到哪儿去”。
美术史学家科尼利厄斯·弗缪尔（Cornelius Vermeule）1971年的著作称赞巴伯硬币“本质保守，但确实是最庄重的硬币”，面世后历经三代人都缺乏认可，收藏者寥寥无几，如今突然就变成极其热门的收藏品。在他看来，“巴伯的硬币设计可能比他预想更能适应时代考验。自由女神的形象丰满、威严且颇具吸引力，比弗雷德里克·奥古斯特·巴托尔迪的巨型雕塑（指自由女神像）还早七年来到美国……”弗缪尔指出，丹尼尔·切斯特·法兰奇为芝加哥哥伦布纪念博览会创作的《共和国雕像》有许多特点同巴伯硬币图案和谐统一。

## 反响

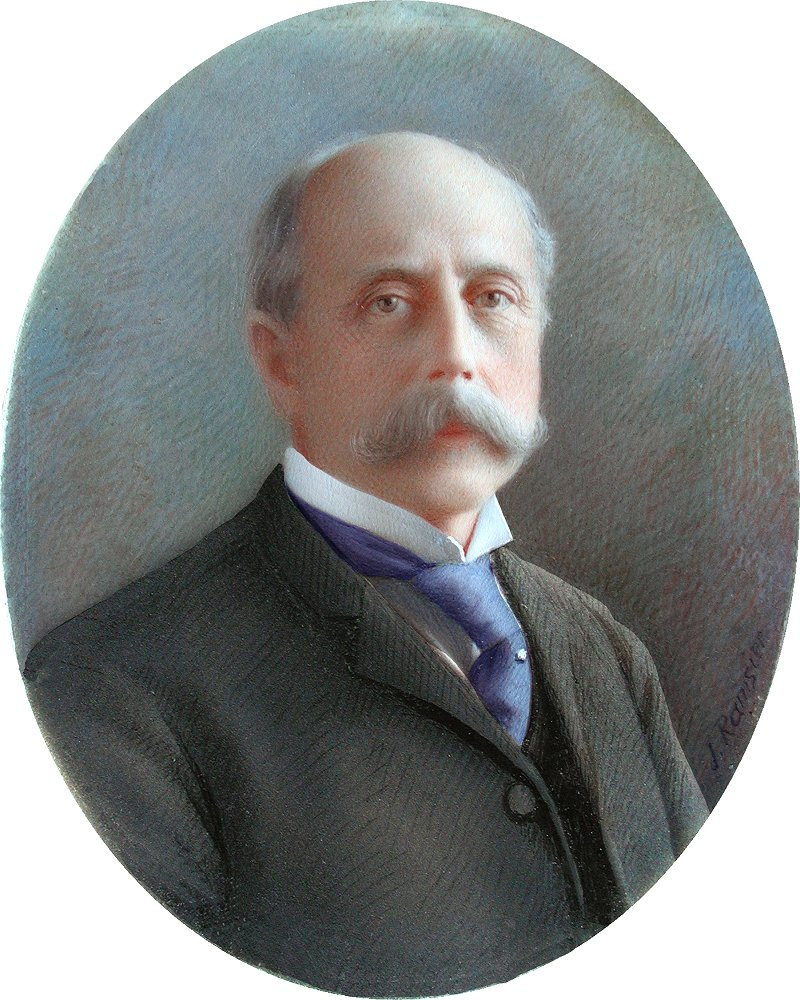
查尔斯·爱德华·巴伯设计的银质辅币评价不一，但已是几代人随身携带的零钱

里奇在1891年11月10日左右将新设计向媒体公布。据钱币学家戴维·兰格（David Lange）记载，新设计反响不一，“大众传媒和公众似乎对新版十美分、25美分和半美元满意，钱币学界要么保持沉默，要么表示失望”。迈克尔·莫兰记载多篇批评，没有看好新设计的评论。弗缪尔指出，早期评论基本关注之前失败的设计竞赛，强调在这种情况下硬币设计无疑会交给首席雕刻师及其下属负责。
《钱币学家》（The Numismatist）杂志主编乔治·希思（George Heath）声称，铸币局官员似乎有义务保持常规硬币上的传统压痕，除此以外新币在机械和技术上的表现已经无可挑剔。《美国钱币学期刊》（American Journal of Numismatics）刊登马丁（W.T.R. Martin）的文章，认为新币“整体效果不错，对于许多人来说三种硬币又以十美分最美观。自由女神的头像很端庄，现在好像有荒谬的江湖传言称她是纽约“头号美女”，可不管怎么看她都算不上有多美。有人认为……看起来像罗马硬币的古典头像，还有更多人觉得像1871年起法国法郎上的头像……新币的确体现时代进步，但与理想的国家钱币还差得远。
1891年获邀参加设计竞赛的凯尼恩·考克斯对巴伯硬币看法不佳：“如此大国做出这种硬币实在丢人现眼”。《哈泼斯周刊》（Harper's Weekly）宣称新币堪称“虎父犬子”。圣高登斯接受访谈时表示，新币没有体现实力，“仿佛16岁少女上几堂建模课就能做出来的玩意，令人连批评都不知从何说起……全国成百上千的艺术家，随便找一个借设计师协助都能做出令人肃然起敬的硬币，但现在的新币显然算不上。”

## 生产和收藏

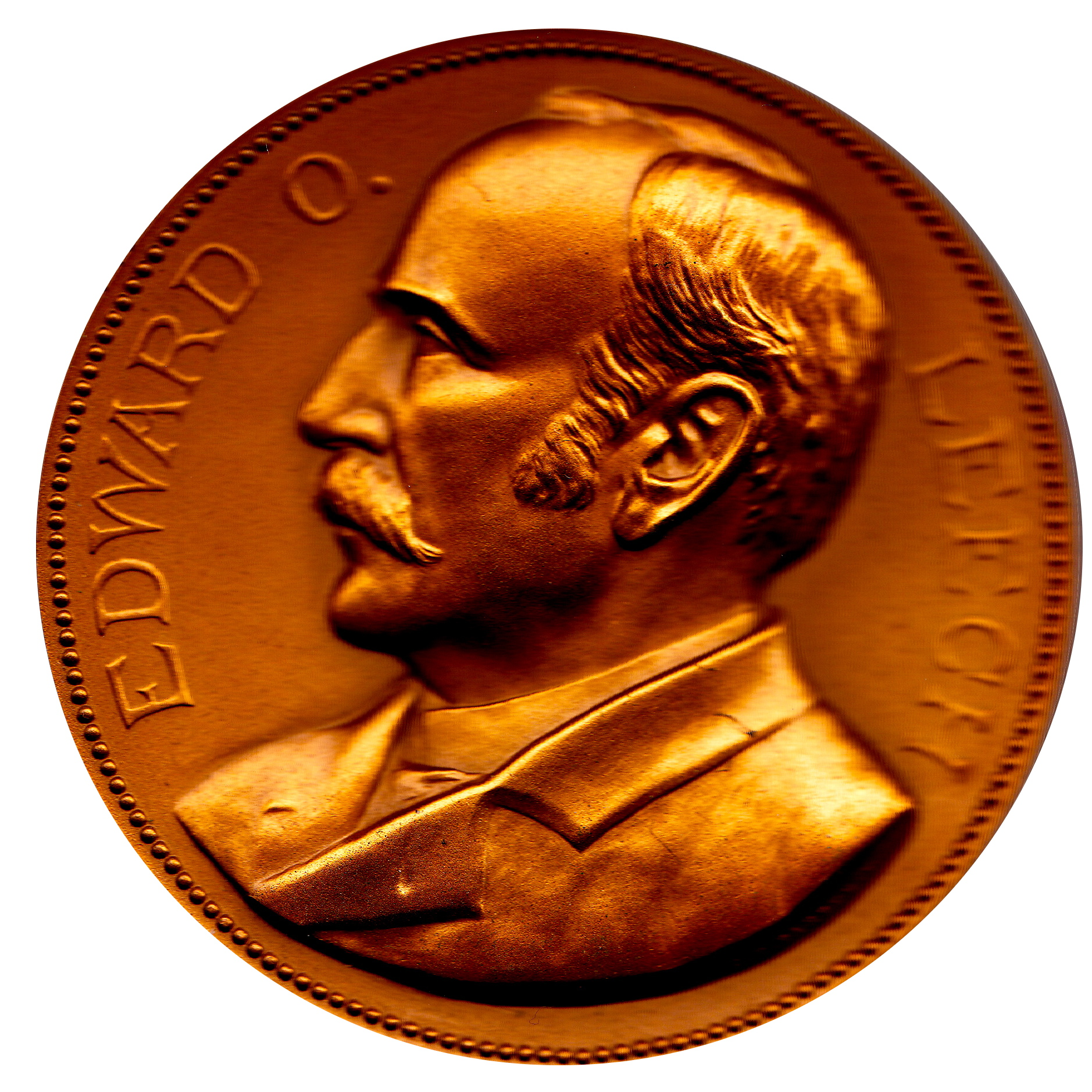
铸币局局长爱德华·里奇对1892年银质铺币变更设计作用很大，上图是查尔斯·爱德华·巴伯为他设计的奖章

铸币局发行新版25美分后不久收到投诉，称硬币不能妥善堆叠，巴伯调整设计解决问题。1892年版25美分因此出现两种版本，人称“一类”和“二类”，而且不论费城分局生产的无铸币标识版还是新奥尔良（1892-版）或旧金山分局（1892-版）生产的硬币都有。一类背面单词的字母约有一半被老鹰翅膀挡住，二类的字母几乎一点儿都看不到。三家分局生产的一类都比二类少。
1894年旧金山铸币局版巴伯十美分非常罕见，公布的发行量仅24枚精制币，如此少的产量还产生各种江湖传言。南希·奥利弗（Nancy Oliver）与理查德·凯利（Richard Kelly）2011年在《钱币学家》发文称，1894年6月旧金山铸币局把融毁磨损硬币后剩下的2.4美元白银铸成硬币，正好就是24枚十美分。该局同年预计还会继续生产十美分，但始终没有落实。布林认为这是旧金山分局总监约翰·达格特（John Daggett）为银行家友人所铸，送给每人三枚。达格特还拿给幼女哈莉（Hallie）三枚，称等她到了他这个年纪再拿出来就能卖个好价。布林还称，哈莉把其中一枚花在冰淇淋上，另外两枚一直保存到1954年。确知存世的九枚1894-S版十美分中有一枚是1957年从市场流通找回，布林估计这就是哈莉买冰淇淋那枚。2007年，1894-S版十美分经拍卖以155.25万美元高价成交。
1900年，巴伯调整金属模令25美分硬币变薄，结果20枚旧币堆叠起来和21枚新币一样高。首席雕刻师受命再度修改模具，旧金山分局官员申请用旧模生产，但上级没有接受，认为所有分局生产的硬币规格应当一致。此外，不同分局生产的25美分硬币有非常细微的差异。
除1894-版十美分外，巴伯硬币没有罕见品种，每年各分局产量都很高。十美分以1895-版产量最少，另外1896-、1897-、1901-和1903-版相对稀有。25美分以产量偏低的1896-、1901-和1913-比较少见，特别是1901-S版。半美元以人称“微型”的1892-版最罕见，工作人员错用25美分硬币的字母模，所以代表新奥尔良分局的字母显得特别小，此外1892-、1892-、1893-、1897-、1897-、1913、1914和1915版都比较少见，其中后三种产量很低，但都有相当数量保存下来。半美元流通量大导致磨损严重，成色很好的样币价值急剧上涨。1901-、1904-和1907-版流通成色都不值钱，但保存完好的价格很高。收藏爱好者很容易找齐大部分年份硬币，但成色达到未流通级别的不多。值得注意的是，1909年半美元采用新出币毂，令头带上的（“自由”）更清晰，进而影响成色评定。早期巴伯半美元经常因背面更易磨损导致两面成色等级不一致。20世纪70年代末到80年代初白银价格大涨，大量巴伯硬币因此熔毁成银锭。

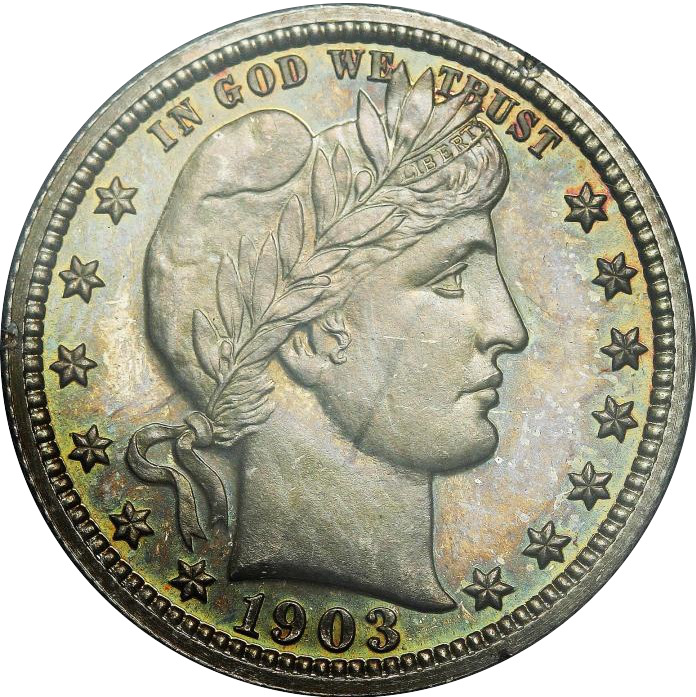
1903年巴伯25美分精制币

## 取代

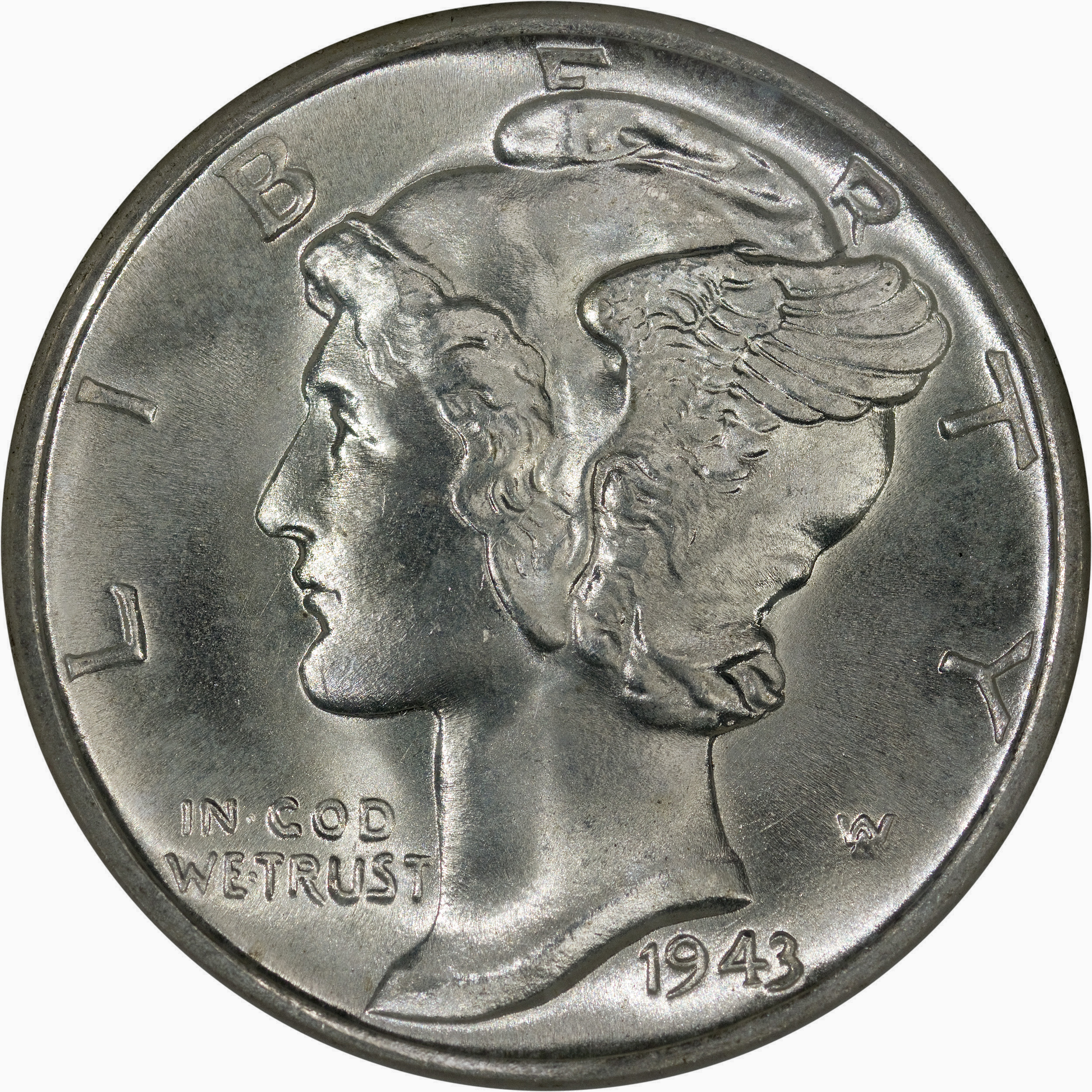
阿道夫·温曼设计的墨丘利十美分硬币取代巴伯十美分

据伯迪特记载，“新闻界尚未将首批硬币打入冷宫，就迫不及待地开始鼓动取代1892年平庸的巴伯自由女神头像设计”。1894年，美国钱币与古玩学会联合众多美术和教育机构呼吁改善美国硬币设计，但在19世纪剩下几年只是空谷足音。
1904年，西奥多·罗斯福总统开始推动提升美国硬币艺术品质，要求铸币局聘请圣高登斯重新设计根据1890年法案可以变更设计的硬币。圣高登斯在1907年去世前就备好双鹰金币和鹰扬金币的设计方案，只是双鹰金币设计还需要巴伯调低浮雕才适合生产流通币。1908至1913年，小额金币、分币和五美分镍币均变更设计。此时铸币局生产的硬币中只有巴伯硬币没在20世纪重新设计。1916年，巴伯硬币投产满25年，无需国会授权就能变更设计，民间呼声大增。
1915年，新任铸币局局长罗伯特·伍利（Robert W. Woolley）上任。他主张在法律许可时变更巴伯硬币设计，要求巴伯和摩根准备新方案。伍利咨询美国美术委员会意见，请委员会检视铸币局雕刻师的作品，如果觉得不理想还能推荐外界人士设计。委员会不认可巴伯和摩根的设计，推荐邀请阿道夫·温曼（Adolph Weinman）、赫尔蒙·麦克尼尔（Hermon MacNeil）和阿尔宾·波拉塞克（Albin Polasek）。伍利本希望从每人的方案中选出一种，但实际情况是温曼设计的十美分和半美元，还有麦克尼尔设计的25美分入选。
伍利期望1916年7月1日投产新币，但小额硬币市场需求量太大，新设计又要下半年才能量产，伍利只能要求巴伯准备1916年版十美分和25美分硬币模具，继续采用首席雕刻师1892年的设计。兰格对此表示，“看到自家罗马风自由女神头像再度压制出数以万计乃至百万计的硬币，巴伯私下里肯定会心一笑”。1915年生产的半美元数量充足，1916年没有生产。技术和生产难题解决后，新币在1916年全面投产，为巴伯硬币划上句点。

### 脚注
1. ↑  Coin World Almanac，第215页
2. ↑  Moran，第53页
3. ↑  Moran，第54, 57页
4. ↑  Moran，第57页
5. ↑  Bowers（2006年），第140页
6. ↑  Montgomery, Borckardt & Knight，第29页
7. 1 2  Moran，第43页
8. ↑  Taxay，第285页
9. 1 2  Yeoman，第226页
10. ↑  Moran，第43–44页
11. ↑  Moran，第45–50页
12. ↑  Burdette（2006年），第9–10页
13. 1 2 3 4 5 6  Julian
14. ↑  Moran，第58页
15. 1 2  Moran，第59–61页
16. 1 2  Bureau of the Mint，第55页
17. ↑  Taxay，第287页
18. ↑  Taxay，第288页
19. 1 2 3  Burdette（2006年），第11页
20. ↑  Moran，第61–62页
21. ↑  Moran，第62, 65页
22. ↑  Moran，第65页
23. ↑  Burdette（2006年），第247页
24. ↑  Moran，第65–66页
25. ↑  Taxay，第289页
26. 1 2  Moran，第66–67页
27. ↑  Taxay，第289–290页
28. ↑  Taxay，第289–294页
29. 1 2 3  Moran，第67页
30. 1 2  Breen，第315, 322–323页
31. ↑  Gilkes，第50页
32. ↑  Lange，第134–135页
33. 1 2  Yeoman，第155页
34. ↑  Yeoman，第171, 206页
35. 1 2 3  Lange，第134页
36. ↑  Breen，第443页
37. ↑  Breen，第322页
38. ↑  Breen，第358页
39. ↑  Vermeule，第87页
40. 1 2  Vermeule，第90页
41. ↑  Vermeule，第67页
42. ↑  Vermeule，第89–90页
43. ↑  Moran，第59, 67页
44. ↑  Moran，第67–68页
45. ↑  Breen，第358–359页
46. ↑  Oliver & Kelly，第99页
47. ↑  Breen，第323页
48. ↑  Feigenbaum, History of the Barber Series
49. ↑  1901-S Barber Quarter.
50. ↑  Guth & Garrett，第62, 76, 92页
51. 1 2  Yeoman，第205–207页
52. ↑  Bush 2016.
53. ↑  Taylor
54. 1 2  Burdette（2005年），第13页
55. ↑  Taxay，第294页
56. ↑  Lange，第136页
57. ↑  Lange，第136–137页
58. ↑  Burdette（2006年），第105页
59. 1 2 3  Lange, History of the Mercury dimes
60. ↑  Burdette（2005年），第14页
61. ↑  Lange，第150页

### 书籍
- Bowers, Q. David. . Atlanta, Ga.: Whitman Publishing. 2006. ISBN 978-0-7948-1921-7.
- Breen, Walter. . New York, N.Y.: Doubleday. 1988. ISBN 978-0-385-14207-6.
- Burdette, Roger W. . Great Falls, Va.: Seneca Mill Press. 2005. ISBN 978-0-9768986-0-3.
- Burdette, Roger W. . Great Falls, Va.: Seneca Mill Press. 2006. ISBN 978-0-9768986-1-0.
- Bureau of the Mint. . Washington, D.C.: United States Government Printing Office. 1904  [2021-03-15]. （原始内容存档于2015-11-15）.
- 3rd. Sidney, Ohio: Amos Press. 1977  [2021-03-15]. ASIN B004AB7C9M.
- Guth, Ron; Garrett, Jeff. . Atlanta, Ga.: Whitman Publishing. 2005. ISBN 978-0-7948-1782-4.
- Lange, David W. . Atlanta, Ga.: Whitman Publishing. 2006. ISBN 978-0-7948-1972-9.
- Montgomery, Paul; Borckardt, Mark; Knight, Ray. . Irvine, Ca.: Zyrus Press. 2005. ISBN 978-0-9742371-8-3.
- Moran, Michael F. . Atlanta, Ga.: Whitman Publishing. 2008. ISBN 978-0-7948-2356-6.
- Taxay, Don.  reprint of 1966. New York, N.Y.: Sanford J. Durst Numismatic Publications. 1983. ISBN 978-0-915262-68-7.
- Vermeule, Cornelius. . Cambridge, Mass.: The Belknap Press of Harvard University Press. 1971. ISBN 978-0-674-62840-3.
- Yeoman, R.S.  68th. Atlanta, Ga.: Whitman Publishing. 2014. ISBN 978-0-7948-4215-4.

### 其他来源
- Feigenbaum, David Lawrence; Feigenbaum, John. . DLRC Press. 1999-09-29  [2014-07-31]. （原始内容存档于2014-07-31）.
- Gilkes, Paul. . Coin World (Sidney, Ohio: Amos Press). 2012-09-03, 53 (2734): 46, 48, 50–51.
- Julian, R.W. . CollectorUSA.   [2016-03-07]. （原始内容存档于2016-03-07）.
- Lange, David. . DLRC Press. 2005-01-09  [2014-07-31]. （原始内容存档于2014-07-31）.
- Oliver, Nancy; Kelly, Richard. . The Numismatist (Colorado Springs, Co.: American Numismatic Association). 2011-05: 99–100.
- Taylor, Sol. . Santa Clarita Valley Historical Society. 2005-08-20  [2021-03-15]. （原始内容存档于2019-12-18）.
- . Barber Quarters. My Coin Guides.   [2021-03-16]. （原始内容存档于2020-11-12）.
- Bush, Thomas. . CoinWeek. 2016-08-25  [2020-11-26]. （原始内容存档于2020-11-26）.